# Laila Robins
Laila Robins (Saint Paul, 14 marzo 1959) è un'attrice statunitense.

## Biografia
Nata in una famiglia originaria della Lettonia (la madre si chiama Brigita Svarcs, il padre Janis Robins era un ricercatore), ha frequentato la Yale School of Drama diplomandosi poi alla University of Wisconsin–Eau Claire.
Ha tre sorelle.

### Carriera

#### Televisione
Ha preso parte come guest star a varie serie televisive, fra le quali Un giustiziere a New York (1988, episodio The Last Campaign) e Sex and the City (2004, sesta stagione, episodio La guerra fredda, The Cold War). Sempre in televisione ha interpretato il ruolo della giovane Livia Soprano nel serial I Soprano.

#### Teatro
In teatro, dal 2000, è stata Lady Macbeth nel Macbeth di William Shakespeare a fianco dell'attore Robert Cuccioli, cui è stata legata sentimentalmente. Il lavoro è andato in scena allo Shakespeare Theatre del New Jersey.
Sempre con Shakespeare è stata poi Cleopatra in Antonio e Cleopatra, rappresentato al Guthrie Theatre di Minneapolis nel 2002.
Nel 1997 è stata nel cast del cinquantenario della produzione di Un tram che si chiama Desiderio, andato in scena allo Steppenwolf Theater di Chicago.
Fra le commedie interpretate off-Broadway figurano, fra le altre, Sore Throats di Howard Brenton, Il mercante di Venezia ancora di Shakespeare, Mrs. Klein di Nicholas Wright, Burnt Piano di Justin Fleming e The Film Society di Jon Robin Baitz.
In repertorio ha anche lavori di George Bernard Shaw e Tom Stoppard.
Fra i premi e le candidature ricevute figurano:
- 1995: Actors' Equity Foundation Joe A. Callaway Award, per The Merchant of Venice ("Best Performance in a Classic Drama", per il ruolo di Porzia)
- 1997: Helen Hayes Award nomination, per Mrs. Klein
- 1997: Jefferson Award, A Streetcar Named Desire e Mrs. Klein
- 1997: Drama League Award, Skylight
- 2004: Lucille Lortel Award nomination come Outstanding Featured Actress, in Frozen.

## Filmografia

### Cinema
- A Walk on the Moon, regia di Raphael D. Silver (1987)
- Un biglietto in due (Planes, Trains and Automobiles), regia di John Hughes (1987)
- Un uomo innocente (An Innocent Man), regia di Peter Yates (1989)
- Roxy - Il ritorno di una stella (Welcome Home, Roxy Carmichael), regia di Jim Abrahams (1990)
- Live Nude Girls, regia di Julianna Lavin (1995)
- Perversioni femminili (Female Perversions), regia di Susan Streitfeld (1996)
- Arancia rosso sangue (The Blood Oranges), regia di Philip Haas (1997)
- Fino a prova contraria (True Crime), regia di Clint Eastwood (1999)
- Oxygen, regia di Richard Shepard (1999)
- Drop Back Ten, regia di Stacy Cochran (2000)
- The Loneliness of Animals, regia di Fabienne Bouville (2001) (cortometraggio)
- Searching for Paradise, regia di Myra Paci (2002)
- Tu mi ami (Nowhere to Go But Up), regia di Amos Kollek (2003)
- Jailbait, regia di Brett C. Leonard (2004)
- Things That Hang from Trees, regia di Ido Mizrahy (2006)
- A Broken Sole, regia di Antony Marsellis (2006)
- The Good Shepherd - L'ombra del potere (The Good Shepherd), regia di Robert De Niro (2006)
- Slippery Slope, regia di Sarah Schenck (2006)
- Land Shark - Rischio a Wall Street (August), regia di Austin Chick (2008)
- L'amore impossibile di Fisher Willow (The Loss of a Teardrop Diamond), regia di Jodie Markell (2008)
- Welcome to Academia, regia di Kirk Davis (2009)
- Multiple Sarcasms, regia di Brooks Branch (2010)
- Effetti collaterali (Side Effects), regia di Steven Soderbergh (2013)
- Concussion, regia di Stacie Passon (2013)
- Il diritto di uccidere (Eye in the Sky), regia di Gavin Hood (2015)
- Le spie di Churchill (A Call to Spy), regia di Lydia Dean Pilcher (2019)

### Televisione
- Un giustiziere a New York (The Equalizer) – serie TV, episodio 4x01 (1988)
- Sogni infranti (Dream Breakers) – film TV (1989)
- La legge di Bird (Gabriel's Fire) – serie TV, 22 episodi (1990-1991)
- Trial: The Price of Passion – film TV (1992)
- Giuste sentenze (The Wright Verdicts) – serie TV, episodio 1x07 (1995)
- Nothing Sacred – serie TV, episodio 1x10 (1997)
- Law & Order - I due volti della giustizia (Law & Order) – serie TV, episodi 6x12-9x07 (1996-1998)
- Spenser: Small Vices – film TV (1999)
- Law & Order - Unità vittime speciali (Law & Order: Special Victims Unit) – serie TV, episodio 1x02 (1999)
- Squadra emergenza (Third Watch) – serie TV, episodio 1x12 (2000)
- I Soprano (The Sopranos) – serie TV, episodi 1x07-3x03 (1999-2001)
- Witchblade – serie TV, episodi 1x02-1x03 (2001)
- Law & Order: Criminal Intent – serie TV, episodio 1x10 (2001)
- Sex and the City – serie TV, episodio 6x17 (2004)
- The Book of Daniel – serie TV, 4 episodi (2006)
- 30 Rock – serie TV, episodio 3x11 (2009)
- La valle dei pini (All My Children) – serial TV, 3 puntate (2009)
- In Treatment – serie TV, 4 episodi (2009)
- Army Wives - Conflitti del cuore (Army Wives) – serie TV, episodio 4x04 (2010)
- God in America – serie TV, episodio 1x01 (2010)
- Bored to Death – serie TV, 4 episodi (2009-2010)
- The Good Wife – serie TV, episodio 2x07 (2010)
- Too Big to Fail - Il crollo dei giganti (Too Big to Fail) – film TV (2011)
- Damages – serie TV, episodio 4x05 (2011)
- Blue Bloods – serie TV, episodio 2x02 (2011)
- Person of Interest – serie TV, episodio 1x08 (2011)
- Homeland - Caccia alla spia (Homeland) – serie TV, 12 episodi (2014)
- Murder in the First – serie TV, 12 episodi (2015)
- Quantico – serie TV, episodi 2x08-2x09 (2016-2017)
- Mr. Mercedes – serie TV, episodi 1x06-1x07-1x08 (2017)
- Deception – serie TV, 13 episodi (2018)
- New Amsterdam – serie TV, episodio 1x03 (2018)
- The Boys – serie TV, 8 episodi (2019-2020)
- The Walking Dead – serie TV, 10 episodi (2022)
- The Crowded Room – serie TV, 10 episodi (2023)

## Doppiatrici italiane
Nelle versioni in italiano delle opere in cui ha recitato, Laila Robins è stata doppiata da:
- Rossella Izzo in Un biglietto in due, Un uomo innocente
- Marina Tagliaferri in The Boys, Gen V
- Roberta Paladini in Law & Order - I due volti della giustizia
- Angiola Baggi in Law & Order - Unità vittime speciali
- Noemi Gifuni ne I Soprano
- Stefania Patruno in Law & Order - Criminal Intent
- Michela Alborghetti in In Treatment
- Roberta Gasparetti in Blue Bloods
- Emanuela Baroni in Person of Interest
- Jasmine Laurenti in Too Big to Fail - Il crollo dei giganti
- Isabella Pasanisi in Effetti Collaterali
- Ludovica Modugno in Tu mi ami
- Renata Bertolas in Murder in the First
- Alessandra Korompay in The Blacklist
- Stefanella Marrama in Quantico
- Giò Giò Rapattoni in Bull
- Mirta Pepe in The Equalizer
- Tiziana Avarista in The Walking Dead
- Fabrizia Castagnoli ne Il diritto di uccidere